# Energy Blue
Royale (właściwie Energy Blue) – interfejs graficzny firmy Microsoft, wprowadzony do Windows XP Media Center Edition oraz do Windows XP Tablet PC Edition (z Experience Pack). W zestawie jest nowa tapeta oparta na Idylli (domyślnej Windows XP), styl Royale oraz Karnacja do programu Windows Media Player.

## Dostępność
Styl był dostępny w grudniu 2004 dla każdego. Później był tylko w komputerach z Windows XP Media Center Edition. W 2005 był dostępny tylko dla tych, którzy pomyślnie przeszli test WGA. Pojawił się za darmo w serwisie Softpedia. Wszystkie elementy  zostały wprowadzone do Windows XP Media Center Edition 2005.

## Wygląd
Styl nazywany jako Royale lub Media Center style, to nowy temat stworzony na bazie Luny z brylantowym ulepszeniem.
Microsoft wydał wizualizację i karnację do Windows Media Player. Wizualizacja za darmo na WMPlugins.com (dla wersji 10+). Karnacja została dodana do Experience Pack for Tablet PC.
Royale Noir oraz Zune to 2 tematy oparte na Royale. Zune został wydany dla promocji odtwarzacza Zune. Temat ma ciemne kolory.